# Copaifera aromatica
Copaifera aromatica är en ärtväxtart som beskrevs av John Duncan Dwyer. Copaifera aromatica ingår i släktet Copaifera, och familjen ärtväxter. Inga underarter finns listade i Catalogue of Life.